# Kalkulacja kosztów cyklu życia produktu
Kalkulacja kosztów cyklu życia produktu opiera się na koncepcji, że klasyczny cykl życia produktu podzielony jest na trzy zasadnicze okresy:
Przedrynkowy
Faza projektowania produktu przed jego wejściem na rynek. Okres ten cechuje konieczność ponoszenia wysokich kosztów badań, projektów i rozwoju produktu. W tym okresie inwestor nie uzyskuje przychodów z tytułu sprzedaży produktu.
Istotne decyzje podejmowane w okresie przedrynkowym:
- Decyzja o uruchomieniu projektu
- Decyzja o budżecie prac B+R
- Decyzje marketingowe

Rynkowy
Okres w którym wyrób znajduje się w masowej produkcji, przechodząc przez kolejne fazy życia produktu: wzrostu, dojrzałości i schyłku sprzedaży.
W fazie wzrostu produkt wymaga ponoszenia wysokich kosztów jednostkowych związanych z wprowadzeniem do masowej produkcji i dystrybucji/sprzedaży. Produkt przynosi małe przychody.
Faza dojrzałości to okres w którym produkty uzyskują największy popyt, dzięki uzyskaniu efektu skali koszty jednostkowe są najniższe a przychody najwyższe – należy dbać o jak największe wydłużenie tego okresu np. poprzez wykonywanie niewielkich modyfikacji w produkcie, migrację klienta docelowego i w każdy inny możliwy produkt. Długość i intensywność tej fazy decyduje o sukcesie (rentowności) lub nie produktu.
Schyłek sprzedaży to moment w którym produkt przestał być pożądany na rynku – następuje zmniejszenie jego produkcji, wzrastają koszty jednostkowe i spadają przychody.Istotne decyzje w okresie rynkowym:
- Polityka cenowa
- Sposoby dystrybucji
- Ewentualne decyzje o modyfikacji produktu
- Decyzje marketingowe
- Decyzje produkcyjne
- Poziomy produkcji i zapasów
- Decyzja o przesunięciu produktu do okresu postrynkowego

Postrynkowy
Czas w którym rynek traci zainteresowanie produktem, należy bardzo ostrożnie podchodzić do zapasów magazynowych produktu i jeśli takie występują wyprzedać je z jak najmniejszą stratą, aby zniwelować straty. Jeśli to konieczne należy zlikwidować produkcję.
Podejście w ramach koncepcji Rachunku kosztów cyklu życia produktu w odróżnieniu do klasycznego podejścia wyróżnia się bardziej kompleksowym spojrzeniem na rentowność konkretnego produktu jako całego projektu i ułatwia podjęcie trafnych decyzji szczególnie w okresie przedrynkowym, kiedy ponoszone są największe koszty w celu rozwoju i wdrożenia produktu, którego ewentualne zyskowność jest niewiadoma. Pozwala też kontrolować i w miarę możliwości wydłużać okres dojrzałości produktu. Pozycje kosztowe w okresie przedrynkowym i przychodowe w okresie rynkowym mają zasadnicze znaczenie dla stopnia rentowności całego projektu.
Zarządzanie jest procesem decyzyjnym i od współczesnych rozwiązań w zakresie rachunkowości zarządczej oczekuje się wspierania tego procesu w celu osiągnięcia jak najlepszych wyników. Z perspektywy zarządzania organizacją ważne jest aby utrzymać portfel produktów w odpowiednich proporcjach – w portfelu powinny się znajdować produkty w każdym cyklu życia.
W ramach Kalkulacja kosztów cyklu życia produktu kluczowe decyzje podejmowane są w pierwszym okresie cyklu życia produktu, kiedy ponoszone są największe koszty, których celem jest przygotowanie wyrobu gotowego. Okres w którym decyduje się o uruchomieniu projektu związanego z wprowadzeniem nowego produktu. Bardzo ważne jest celne określenie poziomu kosztów, tak aby uzyskać rentowność projektu.
Istotne decyzje w okresie postrynkowym:
- Decyzja o wygaszeniu produktu, likwidacji produkcji

Współczesne opracowanie winno być wykorzystane przez organizację w całym projekcie określonego produktu, mającym na celu zaprojektowanie, produkcję, a następnie dystrybucję, a po zaniknięciu popytu wygaszenie projektu. Podejście ma znaczenie zwłaszcza w okresie przedrynkowym, kiedy ponoszona jest większość kosztów, właściwie decyzje mają krytyczne znaczenie zwłaszcza dla produktów zaawansowanych technologicznie, wymagających wysokich nakładów początkowych.
Bardzo istotna jest świadomość całej organizacji o posiadanym portfelu produktów i miejscu w cyklu w jakim się w danym momencie znajdują. Zarządzając nim odpowiednio organizacja może osiągać dużo większe zyski z każdego projektu, ale też zyski realizowane w ramach rocznych okresów, bardziej intensywnie eksploatując produkt.
Podejście z perspektywy całego cyklu życia umożliwia poniesienie większych wydatków w początkowej fazie cyklu, uzyskując (tak przynajmniej powinno być) większy potencjał produktu. Produkt z większym potencjałem winien w okresie dojrzałości umożliwiać realizację większych przychodów w konsekwencji zysków. Utrzymanie korzystnego portfela marek, pozwala z kolei na uzyskiwanie wyników w krótkim okresie.